# Dysschema sibylla
Dysschema sibylla är en fjärilsart som beskrevs av Butler 1873. Dysschema sibylla ingår i släktet Dysschema och familjen björnspinnare. Inga underarter finns listade i Catalogue of Life.